# Jean-Marc Gaillard

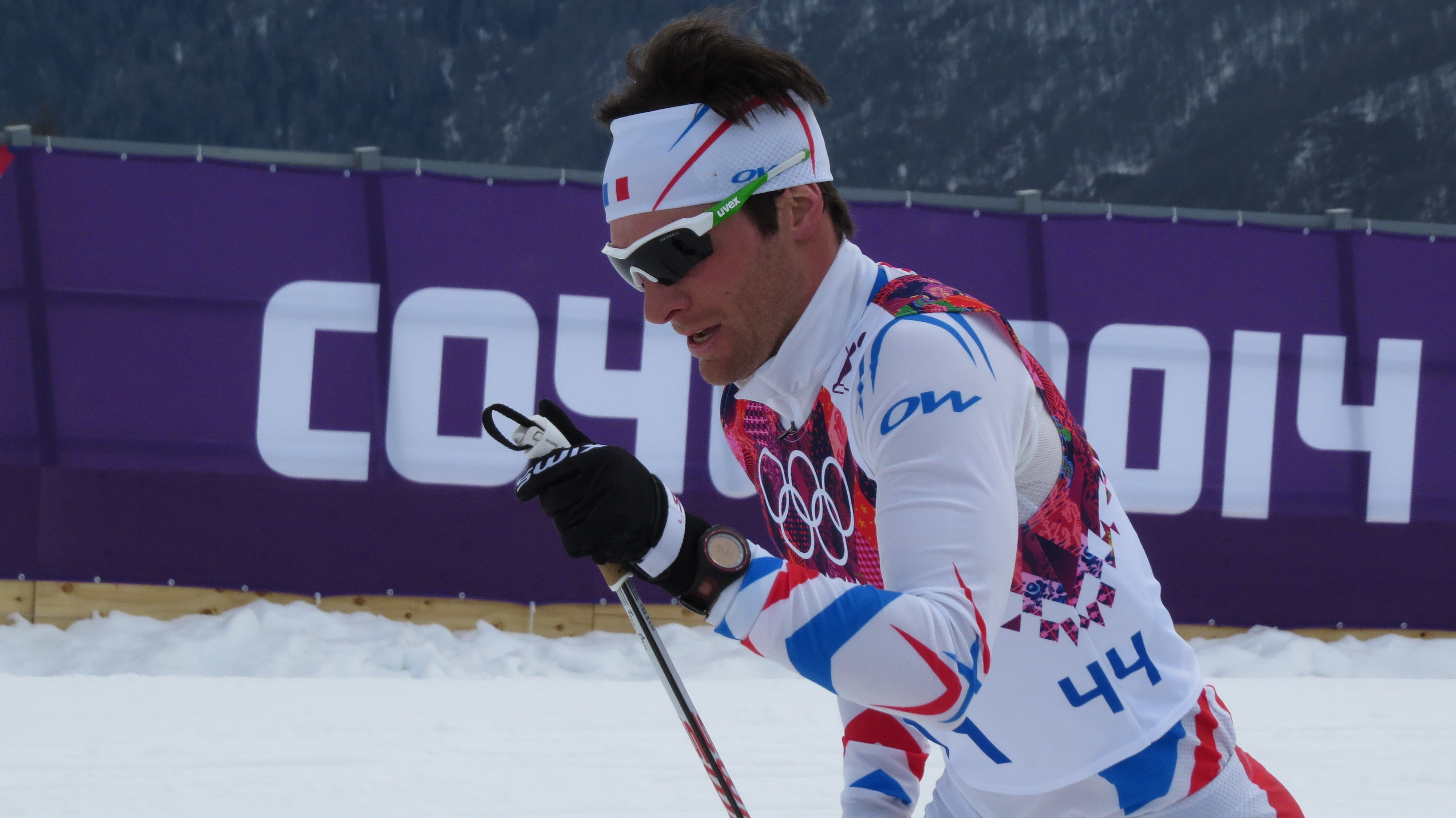
Gaillard tijdens de Olympische Winterspelen 2014.

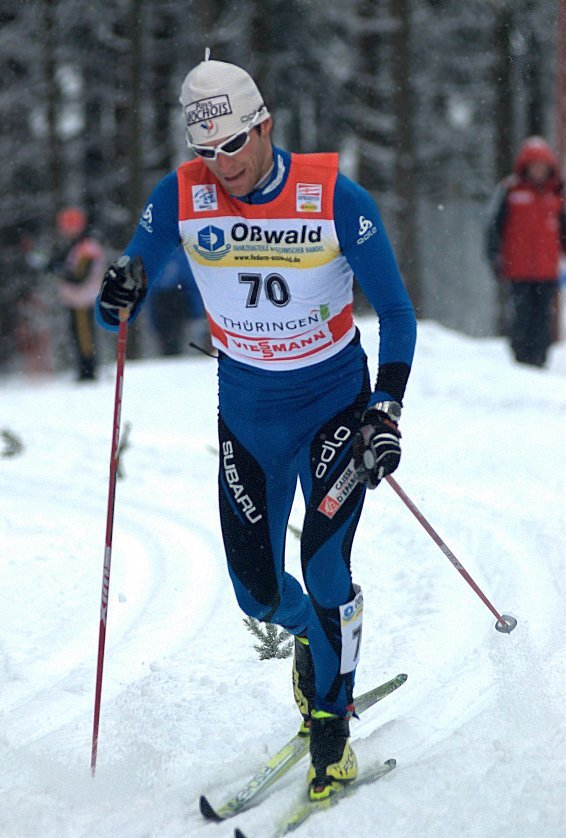
Gaillard tijdens de Tour de Ski 2009/2010.

Jean-Marc Gaillard (Annemasse (Haute-Savoie), 7 oktober 1980) is een Franse langlaufer. Gaillard vertegenwoordigde zijn vaderland op de Olympische Winterspelen 2006 in Turijn, op de Olympische Winterspelen 2010 in Vancouver, op de Olympische Winterspelen 2014 in Sotsji en op de Olympische Winterspelen 2018 in Pyeongchang.

## Carrière
Gaillard maakte zijn wereldbekerdebuut op 8 december 2001 in het Italiaanse Cogne, begin 2002 pakte hij in het Tsjechische Nové Město zijn eerste wereldbekerpunten. Op de wereldkampioenschappen langlaufen 2005 in Oberstdorf eindigde de Fransman als 47e op de 30 kilometer achtervolging. Tijdens de Olympische Winterspelen van 2006 in Turijn eindigde Gaillard als elfde op de 50 kilometer vrije stijl en als 23e op de 15 kilometer klassiek.
In januari 2007 behaalde de Fransman in Rybinsk zijn eerste toptienklassering in een wereldbekerwedstrijd. Op de wereldkampioenschappen langlaufen 2007 in Sapporo eindigde Gaillard als zevende op de 50 kilometer klassieke stijl, op de 15 kilometer vrije stijl eindigde hij als twintigste en op de 30 kilometer achtervolging als 35e. Op de estafette eindigde hij samen met Vincent Vittoz, Emmanuel Jonnier en Alexandre Rousselet op de vijfde plaats. Op 16 februari 2008 boekte de Fransman in Liberec zijn eerste wereldbekerzege. Het daaropvolgende seizoen, 2008/2009, bevestigde hij deze prestatie door middel van meerdere podiumplaatsen en een zevende plaats in het eindklassement. Op de wereldkampioenschappen langlaufen 2009 in Liberec eindigde Gaillard als veertiende op de 15 kilometer klassieke stijl en als 23e op de 50 kilometer vrije stijl, op de 30 kilometer achtervolging eindigde hij op de 54e plaats. Samen met Cyril Miranda eindigde hij als vijfde op de teamsprint, op de estafette eindigde hij samen met Alexandre Rousselet, Vincent Vittoz en Emmanuel Jonnier op de negende plaats. Tijdens de Olympische Winterspelen van 2010 in Vancouver eindigde Gaillard als negentiende op de 50 kilometer klassieke stijl, als dertigste op de 30 kilometer achtervolging en als 32e op de 15 kilometer vrije stijl. Samen met Vincent Vittoz, Maurice Manificat en Emmanuel Jonnier eindigde hij als vierde op de estafette.
In Oslo nam de Fransman deel aan de wereldkampioenschappen langlaufen 2011. Op dit toernooi eindigde hij als 23e op de 30 kilometer achtervolging. Op de teamsprint eindigde hij samen met Cyril Miranda op de achtste plaats, samen met Maurice Manificat, Vincent Vittoz en Robin Duvillard eindigde hij als elfde op de estafette. Op de wereldkampioenschappen langlaufen 2013 in Val di Fiemme eindigde hij als tiende op de 30 kilometer skiatlon, op de teamsprint eindigde hij samen met Maurice Manificat op de zesde plaats. Tijdens de Olympische Winterspelen van 2014 in Sotsji eindigde Gaillard als zesde op de 30 kilometer skiatlon, als 21e op de 15 kilometer klassieke stijl en als 35e op de 50 kilometer vrije stijl. Samen met Maurice Manificat, Robin Duvillard en Ivan Perrillat-Boiteux veroverde hij de bronzen medaille op de estafette.
In Falun nam de Fransman deel aan de wereldkampioenschappen langlaufen 2015. Op dit toernooi eindigde hij als negende op de 30 kilometer skiatlon en als dertigste op de 15 kilometer vrije stijl. Op de estafette legde hij samen met Maurice Manificat, Robin Duvillard en Adrien Backscheider beslag op de bronzen medaille. Op de wereldkampioenschappen langlaufen 2017 in Lahti eindigde hij als 21e op de 50 kilometer vrije stijl en als 26e op de 30 kilometer skiatlon. Samen met Maurice Manificat, Robin Duvillard en Clément Parisse eindigde hij als zevende op de estafette. Tijdens de Olympische Winterspelen van 2018 in Pyeongchang eindigde Gaillard als achttiende op de 50 kilometer klassieke stijl, als 23e op de 15 kilometer vrije stijl en als 28e op de 30 kilometer skiatlon. Op de estafette sleepte hij samen met Maurice Manificat, Clément Parisse en Adrien Backscheider de bronzen medaille in de wacht.
In Seefeld nam de Fransman deel aan de wereldkampioenschappen langlaufen 2019. Op dit toernooi eindigde hij als 35e op de 30 kilometer skiatlon. Op de wereldkampioenschappen langlaufen 2021 in Oberstdorf eindigde hij als 28e op de 30 kilometer skiatlon en als veertigste op de 50 kilometer klassieke stijl.

## Resultaten

### Olympische Spelen
| Jaar | Plaats      | Resultaten                                                                                   |
| ---- | ----------- | -------------------------------------------------------------------------------------------- |
| 2006 | Turijn      | 23e 15 km klassieke stijl 11e 50 km vrije stijl                                              |
| 2010 | Vancouver   | 32e 15 km vrije stijl 30e 30 km achtervolging 19e 50 km klassieke stijl 4e 4×10 km estafette |
| 2014 | Sotsji      | 21e 15 km klassieke stijl · 6e 30 km skiatlon · 35e 50 km vrije stijl · 4×10 km estafette    |
| 2018 | Pyeongchang | 23e 15 km vrije stijl · 28e 30 km skiatlon · 18e 50 km klassieke stijl · 4×10 km estafette   |

### Wereldkampioenschappen
| Jaar | Plaats        | Resultaten |
| ---- | ------------- | --- |
| 2005 | Oberstdorf    | 47e 30 km achtervolging DNF 50 km klassieke stijl                                                                            |
| 2007 | Sapporo       | 20e 15 km vrije stijl 35e 30 km achtervolging 7e 50 km klassieke stijl 5e 4×10 km estafette                                  |
| 2009 | Liberec       | 14e 15 km klassieke stijl 54e 30 km achtervolging 23e 50 km vrije stijl 5e Teamsprint (klassieke stijl) 9e 4×10 km estafette |
| 2011 | Oslo          | 23e 30 km achtervolging DNF 50 km vrije stijl 8e Teamsprint (klassieke stijl) 11e 4×10 km estafette                          |
| 2013 | Val di Fiemme | DNF 15 km vrije stijl 10e 30 km skiatlon DNF 50 km klassieke stijl 6e Teamsprint (vrije stijl)                               |
| 2015 | Falun         | 30e 15 km vrije stijl · 9e 30 km skiatlon · DNF 50 km klassieke stijl · 4×10 km estafette                                    |
| 2017 | Lahti         | 26e 30 km skiatlon 21e 50 km vrije stijl 7e 4×10 km estafette                                                                |
| 2019 | Seefeld       | 35e 30 km skiatlon |
| 2021 | Oberstdorf    | 28e 30 km skiatlon 40e 50 km klassieke stijl                                                                                 |

### Wereldbeker
Eindklasseringen
| Seizoen   | Algm | DI  | SP   | TdS |
| --------- | ---- | --- | ---- | --- |
| 2001/2002 | 123e | -   | -    | -   |
| 2003/2004 | 135e | 95e | -    | -   |
| 2004/2005 | 113e | 72e | -    | -   |
| 2005/2006 | 62e  | 40e | -    | -   |
| 2006/2007 | 32e  | 16e | -    | 36e |
| 2007/2008 | 46e  | 26e | -    | DNF |
| 2008/2009 | 7e   | 10e | 44e  | 6e  |
| 2009/2010 | 11e  | 13e | 66e  | 5e  |
| 2010/2011 | 9e   | 8e  | 111e | 6e  |
| 2011/2012 | 23e  | 17e | -    | DNF |
| 2012/2013 | 41e  | 26e | -    | 26e |
| 2013/2014 | 14e  | 13e | 103e | 11e |
| 2014/2015 | 36e  | 26e | -    | DNF |
| 2015/2016 | 20e  | 19e | -    | 21e |
| 2016/2017 | 24e  | 21e | -    | 15e |
| 2017/2018 | 21e  | 18e | -    | 7e  |
| 2018/2019 | 29e  | 22e | -    | 15e |
| 2019/2020 | 34e  | 23e | -    | 22e |
| 2020/2021 | 57e  | 32e | –    | DNF |

Wereldbekerzeges
| Datum            | Plaats  | Onderdeel           |
| ---------------- | ------- | ------------------- |
| 16 februari 2008 | Liberec | 11,4 km vrije stijl |

### Marathons
Overige marathonzeges
| Nr. | Datum         | Plaats         | Marathon     | Onderdeel                      |
| --- | ------------- | -------------- | ------------ | ------------------------------ |
| 1.  | 30 april 2011 | Finse–Ustaoset | Skarverennet | 37 km vrije stijl (massastart) |